# İsmail Güven
İsmail Güven (* 16. April 1994 in Meram) ist ein türkischer Fußballspieler.

## Karriere

### Verein
Güven wurde 1994 in Meram (Provinz Konya) geboren und begann mit dem Fußballspielen im Alter von zehn Jahren in der Jugendabteilung von Konya Gençlerbirliği Spor. Nach vier Jahren wechselte er zum beliebtesten Verein der Region, zu Konyaspor. Mit 17 Jahren erhielt er dort seinen ersten Profivertrag, spielte jedoch nur für die Reservemannschaft. Um Spielpraxis zu sammeln, wurde Güven zum Drittligisten Anadolu Selçukspor ausgeliehen. Hier verbrachte er insgesamt drei Spielzeiten, in denen er 67-mal auflief und ein Tor schoss.
In der Sommerpause 2016 verließ er erstmals einen Fußballverein aus der Region Konya und wurde zur Saison 2016/17 an den Zweitligisten Denizlispor ausgeliehen. Die Saison 2017/18 spielte Güven auf Leihbasis bei Şanlıurfaspor. Zur Saison 2018/19 verließ er Konyaspor endgültig und wechselte zu Altınordu Izmir.

### Nationalmannschaft
Güven wurde 2012 in die türkische U-20-Nationalmannschaft berufen und bei drei Spielen eingesetzt. Anschließend lief er 15-mal für die türkische U-19-Nationalmannschaft auf.